# Дика груша (фільм)
«Дика груша» (тур. Ahlat Ağacı) — турецько-французький драматичний фільм 2018 року, поставлений режисером Нурі Більге Джейланом. Світова прем'єра стрічки відбулася 18 травня 2018 року на 71-му Каннському міжнародному кінофестивалі, де вона брала участь в основній конкурсній програмі.
У серпні 2018 року фільм було висунуто від Туреччини претендентом на 91-шу премію «Оскар» Американської кіноакадемії в номінації за найкращий фільм іноземною мовою.

## Сюжет
Чоловік, який прагне стати письменником, повертається в село, де він виріс. Тут він стикається з тим фактом, що його батько залишив великі борги. 

## У ролях
| Роль           | Актор / Акторка    |
| -------------- | ------------------ |
| Сінан          | Догу Демірколь     |
| Ідрис          | Мурат Чемшир       |
| Асуман         | Бенну Йилдиримлар  |
| імам Вейсель   | Акін Аксу          |
| дудісь Рамазан | Еркумент Балакоглу |
| Сулейман       | Серкан Кескін      |
| Хатідже        | Хазар Ергючлю      |
| Алі Риза       | Ахмет Рифат Шунгар |
| дідусь Реджеп  | Тамер Левент       |
| імам Назмі     | Онер Еркан         |
| мер Аднан      | Кадир Чермік       |
| бабуся Хайріє  | Озай Фехт          |

## Знімальна група
- Автори сценарію — Ебру Джейлан, Нурі Більге Джейлан
- Режисер-постановник — Нурі Більге Джейлан
- Продюсер — Зейнеп Озбатур
- Співпродюсери — Фабіан Гасмія, Стефан Кітанов, Александр Малле-Гай, Лабіна Мітевська, Олів'є Пере
- Оператор — Гекхан Тир'які
- Монтаж — Нурі Більге Джейлан
- Художник-постановник — Мераль Актан

## Нагороди та номінації
| Список нагород та номінацій             | Список нагород та номінацій | Список нагород та номінацій                                | Список нагород та номінацій | Список нагород та номінацій | Список нагород та номінацій |
| Кінофестиваль/Кінопремія                | Рік                         | Категорія                                                  | Номінант(и)                 | Результат                   | Дж                          |
| --------------------------------------- | --------------------------- | ---------------------------------------------------------- | --------------------------- | --------------------------- | --------------------------- |
| Каннський кінофестиваль                 | травень 2018                | Золота пальмова гілка                                      | Дика груша                  | Номінація                   | [ 1 ]                       |
| Єрусалимський міжнародний кінофестиваль | 2018                        | Приз Фонду Габріеля Шеровера — Найкращий міжнародний фільм | Дика груша                  | Номінація                   |                             |
| Турецька асоціація кінокритиків SIYAD   | 2018                        | Найкращий фільм                                            | Дика груша                  | Номінація                   |                             |